# L'Incendie (Antigna)
Pour les articles homonymes, voir L'Incendie.
L'Incendie est un tableau du peintre Alexandre Antigna, artiste réaliste français, datant de vers 1850 .
C'est une huile sur toile de 262 cm de large et de 282 cm, exposée au musée des Beaux-Arts d'Orléans.